# Биск, Александр Акимович
Алекса́ндр Аки́мович Биск (29 января 1883, Киев — 3 июня 1973, Нью-Йорк) — русский поэт, переводчик.

## Биография
Родился 17 января (по старому стилю) 1883 года в Киеве в состоятельной еврейской семье. Отец — потомственный почётный гражданин, петербургский купец первой гильдии, ювелир Хаим Шлиомович (Аким, Иоахим, Йоаким Соломонович) Биск (1852, Харьков — 1932, Ницца), мать — Бетти Алтеровна (Александровна) Ясиновская (1862 — 1937, Париж). Магазин золотых и серебряных изделий Йоакима Биска располагался на Ришельевской улице, № 19. Дед со стороны матери, одесский купец Алтер Ясиновский (?—1890), был корабельным маклером; дед со стороны отца — потомственный почётный гражданин, киевский купец первой гильдии Соломон Моисеевич Биск. Родители заключили брак 8 сентября 1883 года в Одессе.
Учился в Германии. Печатался с 1904 года, «в южных изданиях — стихи»). В этом же году начал первым в России переводить поэзию Райнера Марии Рильке и продолжал заниматься этим более полувека. Переводил также Стефана Георге, Гуго фон Гофмансталя, Теофиля Готье, Эмиля Верхарна. Как поэт был приверженцем символизма.
С 1906 года стихи Биска появляются в московских символистских журналах. Подолгу живёт в Париже (1906―1910), где общается с К. Д. Бальмонтом, М. А. Волошиным, Н. С. Гумилёвым (печатался в издаваемом им в Париже журнале «Сириус»), художницей Е. С. Кругликовой.
В 1904 году Биск знакомится с поэзией Р.-М. Рильке и становится первым переводчиком и пропагандистом его поэзии в России. Переводы Биска, печатавшиеся с 1906 года в газете «Одесские новости», «Журнале для всех», «Русской мысли» и др., впоследствии вошли в сборники его переводов Рильке: «Собрание стихов» (Одесса, 1919), «Избранное из Райнера Мария Рильке» (Париж, 1959). Стихотворения Биска (1903―1911) представлены в сборнике «Рассыпанное ожерелье» (СПб., 1912). Биск печатался также в одесских изданиях: журнале «Крокодил» (псевдоним AliЬi), альманахе «Солнечный путь» (1914), после 1917 года в журнале «Фигаро». Как поэт Биск был приверженцем западно-европейских и русских символистов (в частности, брюсовской школы) с их вниманием к музыкальной стороне стиха, тяготением к строгой «парнасской» форме.
В январе 1920 года вместе с семьёй пароходом из Одессы навсегда покидает Россию, жил в Болгарии, позже в Бельгии, c 1942 года ― в США. Был женат на Берте Александровне (Басе Ушеровне) Турянской (1890 — 25.02.1977, Париж). Отец известного французского поэта и прозаика Алена Боске.

## Семья
- Сестра — Екатерина Йоахимовна Биск (в замужестве Рабинович; 4 марта 1886, Киев — ?), привлекалась к дознанию как член эсерской организации[10][11]; братья Михаил (1887, Одесса — ?), Григорий (1892, Одесса — ?).
- Двоюродная сестра — писательница Фанни Яковлевна Блиндерман, публиковавшаяся под псевдонимом Лия Неанова; её муж — авиатор и писатель Осип Абрамович Блиндерман.
- Двоюродный брат — Михаил Александрович Ясиновский, флагманский терапевт Черноморского флота, академик АМН СССР.

## Публикации
- Еще о стихах Гиппиус // Новое русское слово.— Нью-Йорк, 1947.— 6 апреля (№ 12762).— С. 6.
- Одесская «Литературка»: (Одесское Литературно-Артистическое Общество): Отрывки из доклада // Новое русское слово.— Нью-Йорк, 1947.— 27 апреля (№ 12783).— С. 2, 8.
- Язык провинции (Causerie) // Новое русское слово.— Нью-Йорк, 1947.— 21 декабря (№ 13023).— С. 8.
- И еще о курьезах... // Новое русское слово.— Нью-Йорк, 1947.— 24 декабря (№ 13026).— С. 3.
- Об языке // Новое русское слово.— Нью-Йорк, 1948.— 11 июля (№ 13225).— С. 8.
- Об именах прилагательных // Новое русское слово.— Нью-Йорк, 1948.— 23 июля (№ 13237).— С. 3.
- Послесловие (О русском языке) // Новое русское слово.— Нью-Йорк, 1948.— 28 августа (№ 13273).— С. 3.
- Вызов «пушкиноведам» // Новое русское слово.— Нью-Йорк, 1949.— 3 июня (№ 13552).— С. 3.
- Грехи Пушкина // Новое русское слово.— Нью-Йорк, 1949.— 12 июня (№ 13561).— С. 3.
- Литературная загадка: [О цитате из Лермонтова в либретто М. Чайковского оперы «Евгений Онегин»] // Новое русское слово.— Нью-Йорк, 1949.— 19 июня (№ 13568).— С. 8; 3 июля (№ 13582).— С. 7.
- По поводу «грехов Пушкина» // Новое русское слово.— Нью-Йорк, 1949.— 17 июля (№ 13596).— С. 8.
- Загадка «Ревизора» // Новое русское слово.— Нью-Йорк, 1949.— 20 ноября (№ 13722).— С. 3.
- Федя Гальперин // Новое русское слово.— Нью-Йорк, 1951.— 7 февраля (№ 14167).— С. 3.
- Лень Пушкина // Новое русское слово.— Нью-Йорк, 1951.— 4 марта (№ 14192).— С. 5.
- О стихах Гизеллы Лахман // Новое русское слово.— Нью-Йорк, 1952.— 28 декабря (№ 14855).— С. 8.
- Тайна вдохновения: (Размышления над книгой стихов [«Берега» С. Прегель]) // Новое русское слово.— Нью-Йорк, 1953.— 9 августа (№ 15079).— С. 8.
- Курьезы языка // Новое русское слово.— Нью-Йорк, 1956.— 9 декабря (№ 15870).— С. 2.
- О русском языке // Новое русское слово.— Нью-Йорк, 1958.— 6 апреля (№ 16353).— С. 8.
- «Мой дядя»... [Отклик на статью Г. Адамовича «Мой дядя...» (13 июля)] // Новое русское слово.— Нью-Йорк, 1958.— 20 июля (№ 16558).— С. 4.
- Пятая книга стихов [С. Прегель «Встреча»] // Новое русское слово.— Нью-Йорк, 1958.— 10 августа (№ 16579).— С. 8.
- Прикосновенье: [Книга стихов Д. Кленовского] // Новое русское слово.— Нью-Йорк, 1959.— 17 мая (№ 16859).— С. 8.
- Неграмотный Блок // Новое русское слово.— Нью-Йорк, 1960.— 26 июня (№ 17265).— С. 8.
- Поэтессы серебряного века // Новое русское слово.— Нью-Йорк, 1961.— 28 мая (№ 17611).— С. 8.
- Литература и космография // Новое русское слово.— Нью-Йорк, 1964.— 1 ноября (№ 18864).— С. 8.
- Молодые годы Леонида Гроссмана: (Материалы для биографии) // Новое русское слово.— Нью-Йорк, 1966.— 16 января (№ 19305).— С. 8.
- Еще об «Евгении Онегине» // Новое русское слово.— Нью-Йорк, 1966.— 17 июля (№ 19487).— С. 8.
- Для старшего возраста // Новое русское слово.— Нью-Йорк, 1967.— 17 сентября (№ 19914).— С. 8.
- Время, пламя и В. Перелешин // Новое русское слово.— Нью-Йорк, 1972.— 23 марта (№ 22563).— С. 4 (Письмо в редакцию).
- Поучительный пример // Новое русское слово.— Нью-Йорк, 1972.— 12 апреля (№ 22583).— С. 4 (Письмо в редакцию).
- Решение литературных загадок // Новое русское слово.— Нью-Йорк, 1973.— 14 января (№ 22860).— С. 5.